# باول إيلي
باول إيلي (بالإنجليزية: Paul Elie)‏ هو محرر أمريكي، ولد في 1965.